# Струна
Струна је уже које се користи током пецања. Дужина, квалитет и издржљивост струне зависи од околине типа пецања. У већини случајева, струне су направљене од синтетичког влакна.

## Типови
Струна било ког типа може бити у боји. Неке струне имају чак више боја које омогућавају риболовцу да утврди на којој дубини је риба упецана.

### Монофилна струна
Монофилна струна настаје 1940.године, на самом почетку фабрикације најлона. Монофил је прозведен од једног конца синтетичког влакна који је практично невидљив у води и лак за коришћење. Неколико година касније, монофилној струни је додат полиетилен велике моларне масе.

### Плетена струна
Плетена струна или „супер струна” састоји више влакана. Овај тип струне нема еластичност али има велику осетљивост. Постоје различите врсте плетених струна:
- Спојена струна: Спојене паралелне нити прекривене тврдим материјалном.
- Плетена струна са више влакана: Више уплетених влакана прекривених заштитним материјалом.
- Други хибриди

### Оловна струна
Оловна струна има предности да брзо потоне. Направљена од нерђајућег челика, титанијума или легура и прекривена пластичним материјалом. Користи се током пецања риба са оштрим зубима.

### Мушичарска струна
Струна направљена за Риболов мушичарењем. Вечину струна овог типа су направљене од праве вуне али се могу наћи и од синтетике.